# Sacra peregrina
Pour les articles homonymes, voir Peregrina.
Les sacra peregrina (« cultes étrangers ») désignaient, dans la Rome antique, les cultes étrangers pratiqués à Rome qui n'avaient pas été admis dans la religion officielle, tels que les cultes égyptiens, syriens ou iraniens.
Cependant, certains cultes, complètement intégré à la religion de l'État, gardèrent la trace de leur origine étrangère et continuèrent d'être qualifiés de sacra peregrina, tels que le culte d'Apollon et celui de la triade Cérès, Liber et Libera. Plus tard, le culte de la déesse phrygienne, de la Magna Mater, tint une place analogue dans la religion romaine. 
Ces cultes, venus du dehors, mais accueillis et introduits officiellement dans la religion de la cité, furent administrés et surveillés, non, comme les cultes d'origine romaine ou latine, par les pontifes, mais par un collège d'institution plus récente, qui alla en se développant, celui des Duumviri, puis Decemviri, enfin Quindecemviri sacris faciundis.

## Source
« Sacra », dans Charles Victor Daremberg et Edmond Saglio (dir.), Dictionnaire des Antiquités grecques et romaines, 1877-1919 [détail de l’édition] (lire en ligne) (« quelques transcriptions d'articles », sur mediterranees.net)